# Burg Scheuerberg

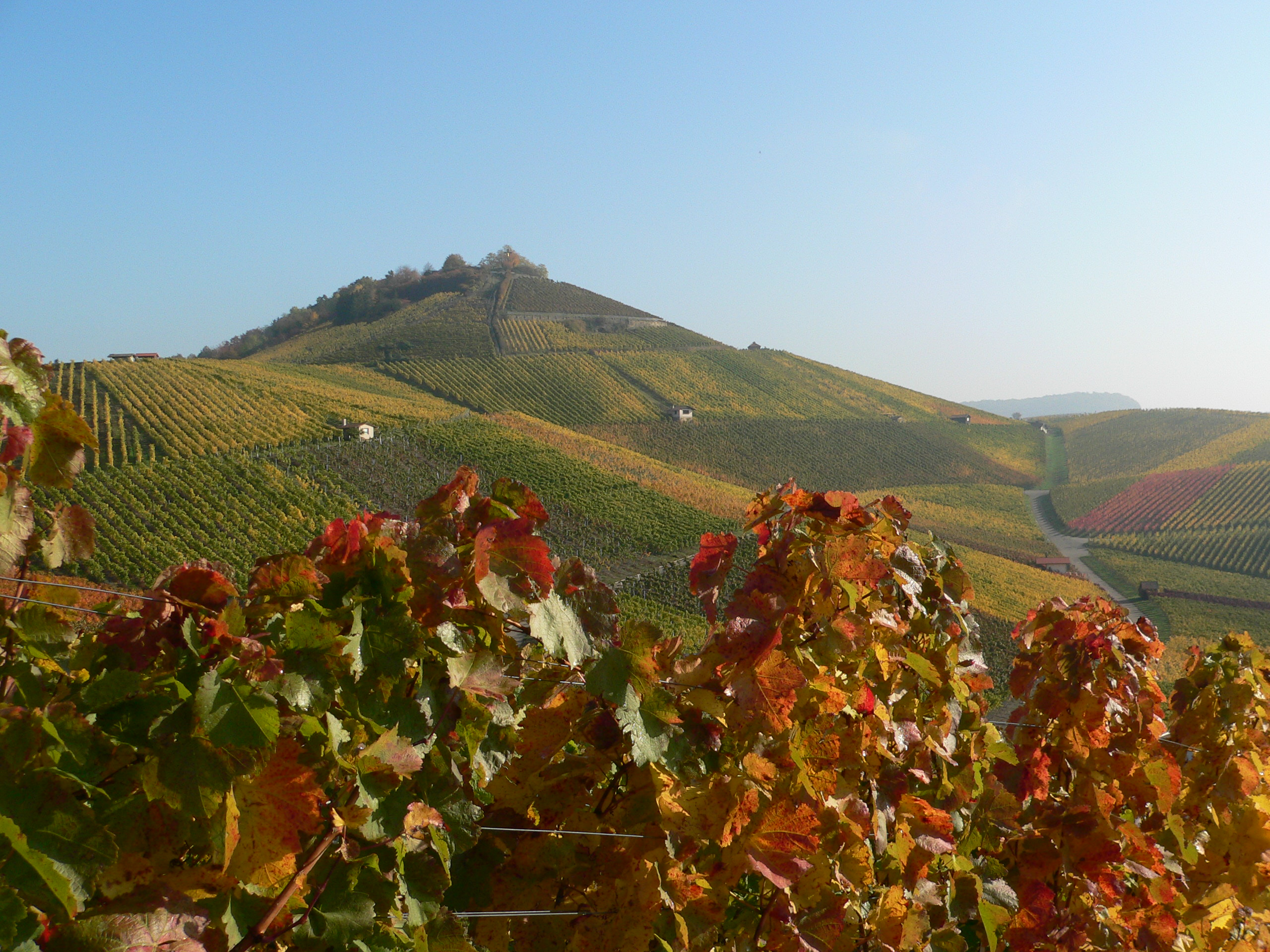
Der Scheuerberg in Neckarsulm

Burg Scheuerberg war eine mittelalterliche Burg auf dem Scheuerberg bei Neckarsulm im Landkreis Heilbronn. Die Burg war ein bedeutender Verwaltungssitz der Herren von Weinsberg, des Bistums Mainz und des Deutschen Ordens. Sie wurde im Bauernkrieg 1525 zerstört. Ihre Ruine wurde bis auf wenige Fundamentreste abgetragen.

## Geschichte
Die Burg auf dem Scheuerberg wurde erstmals 1264 anlässlich einer Stiftung von Engelhard IV. und Engelhard V. von Weinsberg für die damals neugegründete Burgkapelle erwähnt. Im selben Dokument wurden die Rechte eines Kaplans auf dem Scheuerberg geregelt. Da es keinerlei Urkunden über den Bau der Burg gibt, kann man nur aus Ersterwähnung und den vorgefundenen Buckelquadern schließen, dass die Burg wohl auch nur wenige Jahre oder Jahrzehnte vor 1264 erbaut wurde, wohl im Zusammenhang mit dem Bau der Pfalz Wimpfen, die von mehreren Burgen mit staufischen Ministerialen umgeben war. Aus einem verwitterten datierten Wappenstein versuchte man das Baujahr 1218 abzulesen, der Stein stammt jedoch eher aus dem Jahr 1518 und gibt keinerlei Hinweise zur frühen Baugeschichte.
Als Erbauer der Burg gelten die Herren von Weinsberg, die als Kämmerer der Staufer mit der Herrschaft Scheuerberg belehnt worden waren. Nach dem Tod von Konrad IV. von Weinsberg um 1323 wurde der Besitz der Weinsberger aufgeteilt. Engelhard VII. von Weinsberg verkaufte die Burg daraufhin am 2. Mai 1335 an Erzbischof Balduin von Trier, der zu dieser Zeit auch Administrator des Erzbistums Mainz war und auf dem Scheuerberg einen kurmainzischen Vogt einsetzte. Am 7. Mai 1484 kam der Scheuerberg unter Deutschmeister Reinhard von Neipperg an den Deutschorden. Am 19. April 1525 wurde die Burg im Bauernkrieg niedergebrannt.
Nach dem Bauernkrieg blieb die Burg eine Ruine. Unter Deutschmeister Walther von Cronberg, der nach 1530 auch das ebenfalls zerstörte nahe Schloss Heuchlingen restaurieren ließ, bestanden im 16. Jahrhundert Pläne, auch die Burg auf dem Scheuerberg wiederaufzubauen. Der Deutschmeister behielt sich Frondienste der Neckarsulmer Bürger für den Wiederaufbau der Burg vor und ließ Steindiebstahl aus der Ruine sühnen. Die Wiederaufbaupläne wurden jedoch verworfen, nicht zuletzt weil der Regierungssitz des Deutschordens vom nahen Gundelsheim ins weiter entfernte Mergentheim verlegt worden war. Eine Darstellung der Jagdgrenzen zwischen Heilbronn und Neckarsulm von 1578 und ein Markungsplan von Heilbronn und Umgebung von 1597 zeigen auf dem Scheuerberg weiterhin ein großes ruinöses Gebäude.
Unter Deutschmeister Johann Kaspar von Stadion (1567–1641) reiften während des Dreißigjährigen Krieges Pläne zum Bau eines Kapuzinerklosters im Neckartal, um der protestantischen Übermacht ein Zeichen entgegenzusetzen. Nach jahrelangen Streitigkeiten wurde schließlich 1661 mit dem Bau des Kapuzinerklosters in Neckarsulm begonnen, wofür man insbesondere die Steine der Ruine Scheuerburg nutzte. 1670 bewilligte man dann auch dem Kloster Amorbach, Steine aus der Ruine für seine Bauzwecke zu brechen. 1705 erbat schließlich noch der Amtmann Stippel die Erlaubnis zum Abbruch des verbliebenen Bergfrieds, um mit dessen Steinen den Neubau der Stadtpfarrkirche St. Dionysius in Neckarsulm errichten zu können. Den Abriss des Bergfrieds genehmigte die Deutschordens-Regierung in Mergentheim nur unter der Bedingung, dass auf dem Scheuerberg aus den Steinen auch eine Kapelle zu errichten wäre, die jedoch nie erbaut wurde. Nachdem das letzte hohe Bauwerk der Burg vollends abgerissen war, erwarb die Stadt Neckarsulm die Ruinenfläche und ließ von dort noch jahrelang weitere Steine abfahren. 1785 wurden 18 Steinfuhren vom Scheuerberg aktenkundig. Außerdem dienten Steine der Burg auch den Weinbauern des Scheuerbergs zum Bau ihrer Stützmauern. 1806 verkaufte die Stadt das Burggelände dann an private Besitzer, die dort Weingärten anlegten und damit die Einebnung der baulichen Überreste nochmals vorantrieben.
Bis auf wenige Fundamentreste ist von der Burg heute nichts mehr erhalten. Die in den Weinbergmauern des Scheuerbergs zum Teil noch auffindbaren Steine mit Steinmetzzeichen aus romanischer Zeit sind bei der Rebflurbereinigung um 1970 abgetragen worden.

## Beschreibung
Die Burg Scheuerberg lag auf der dem Neckar zugewandten Westseite des Berges. Sie bestand aus einer ungefähr rechteckigen Hauptburg im Westen, die ungefähr eine Grundfläche von 80 × 35 Metern umfasste. Östlich daran schloss sich ein etwa 25 Meter breiter Halsgraben und daran eine ebenfalls etwa rechteckige, 62 × 42 Meter messende Vorburg an. In der Hauptburg befand sich der runde Bergfried der Anlage.